# Delusions of Grandeur (Gucci Mane)
Delusions of Grandeur' è il quattordicesimo album in studio del rapper statunitense Gucci Mane, pubblicato nel 2019.

## Tracce
1. Bussdown – 3:06
2. Backwards (featuring Meek Mill) – 2:57
3. Special (with Anuel AA) – 4:03
4. ICE (featuring Lil Baby & Gunna) – 2:57
5. Love Thru the Computer (featuring Justin Bieber) – 2:52
6. Proud of You – 2:32
7. Bottom – 3:25
8. Hands Off (featuring Jeremih) – 2:35
9. Blind (featuring A Boogie wit da Hoodie) – 3:33
10. Superstar – 3:12
11. Upgrade (featuring Navé Monjo) – 3:24
12. Lame (featuring Wiz Khalifa & Rick Ross) – 4:02
13. Potential (featuring Lil Uzi Vert & Young Dolph) – 4:50
14. Human Chandelier – 2:38
15. US – 2:33
16. Look at Me Now – 2:53
17. Making of a Murderer – 2:46
18. Outro (featuring DJ Drama & Peewee Longway) – 3:35